# 小島健志
小島 健志（こじま たけし、1958年 - ）は、日本の建築技術者、実業家。一級建築士事務所（株）小島工務店、東京都建築士事務所協会新宿支部 副支部長。新宿区木造住宅等耐震診断員。東京都新宿区生まれ。1980年 日本大学生産工学部建築工学科卒業。ゼネコン勤務後、家業を継ぐ。